# Haplodrassus atarot
Haplodrassus atarot är en spindelart som beskrevs av Levy 2004. Haplodrassus atarot ingår i släktet Haplodrassus och familjen plattbuksspindlar.
Artens utbredningsområde är Israel. Inga underarter finns listade i Catalogue of Life.